# 大衛·J·托倫
| 參見§ 已發現小行星列表 |

大衛·詹姆斯·托倫（英語：David James Tholen，1955年7月31日—）是一名美國天文學家，任職於夏威夷大學天文研究所。他於1984年獲得亞利桑那大學博士學位，專攻行星和太陽系天文學。他是小行星的發現者，並因使用於小行星的托倫光譜分類方案而知名。

## 職業生涯
托倫發現了許多小行星，其中包括失落的1998 DK36，它可能是一顆阿波希利型小行星，以及2004 XZ130，確定是一顆阿波希利型小行星；事實上，在已知的小行星中，它的半長軸和遠日點距離都是最小的（截至2010年3 月，它仍然保持著編號小行星中的這兩項記錄）。他於1990年獲得哈羅德·C·尤里獎。
他是99942 Apophis（以前稱2004 MN4）的共同發現者。這顆小行星將於2029年4月13日接近地球，並在很短的時間內出現像三等星一樣的亮度。
1995年，托倫獲得當時新發現的海爾-博普彗星的圖像，當時彗星相對於背景恆星的移動速度非常緩慢，因此可以將紅綠藍濾波後的圖像合成一張彩色合成圖像，而背景恆星不會顯示為單獨的彩色點。這張彩色合成圖可透過天文研究所的網站公開取得。
後來，當時的夏威夷大學博士後奧利維爾·R·海諾特（Olivier R. Hainaut）發現，深夜電台主持人亞特·貝爾和他的一位嘉賓寇特尼·布朗正在討論一張幾乎一模一樣的圖像。他們聲稱這張圖像證明彗星後面存在一個非自然的物體，據說是那些學會「遙視」技術的人看到的。布朗提供給貝爾並最終在貝爾的網站上公開的圖像確實顯示彗星旁邊有一個物體，而這個物體並沒有出現在天空的檔案圖像中。實際上，該圖像是在托倫發布的原始圖像的基礎上進行數位修改，可能是透過提取靠近畫面邊緣的一顆恆星的圖像，將其添加到彗星旁邊，然後修剪掉畫面的外邊緣。
托倫和海諾特透過出示原圖揭穿這一騙局，因為原圖中並沒有顯示這樣的附加物。然而一些陰謀論者堅持認為，布朗的版本實際上是原始圖像，托倫從研究所網站上的圖像中刪除了附加物件。天堂之門邪教組織堅信，附加物體是一艘外星飛船，將帶他們離開地球，因此他們集體自殺。
火星軌道穿越小行星3255 Tholen由愛德華·鮑威爾於1980年發現，並以托倫的名字命名。

## 個人生活
托倫和羅伊·A·塔克是99942 Apophis的共同發現者，他們都是電視劇《星際奇兵：SG-1》的粉絲，這也影響了這顆小行星的命名。該劇中最頑固的反派是「阿波菲斯」，一個以埃及神命名的外星人。「我們考慮過很多名字，但『阿波菲斯』一直浮在最前面。」塔克說：「阿波菲斯是2004 MN4的一個非常合適的名字，不僅因為它具有威脅性，還因為它在2029年的遭遇期間從一顆阿登型小行星演變成了一顆阿波羅型小行星。」
托倫是堪薩斯大學傑鷹隊和堪薩斯市皇家棒球隊的球迷。
他還在檀香山社區音樂會樂隊和歐胡島社區管弦樂團演奏單簧管和低音單簧管。
他也是OS/2、Linux、Windows、Solaris和Mac OS作業系統的使用者。
托倫經常使用別名tholen@antispam.ham在各種Usenet群組中發布貼文。

## 已發現小行星列表
| 3124 Kansas             | 1981年11月3日  | 列表           |
| 11606 Almary            | 1995年10月19日 | 列表           |
| 17045 Markert           | 1999年3月22日  | 列表           |
| (24978) 1998 HJ151      | 1998年4月28日  | 列表 [A][B][C] |
| (27002) 1998 DV9        | 1998年2月23日  | 列表 [D]       |
| 49036 Pelion            | 1998年8月21日  | 列表 [D]       |
| (72912) 2001 OA84       | 2001年7月18日  | 列表           |
| (96744) 1999 OW3        | 1999年7月18日  | 列表 [D]       |
| (97725) 2000 GB147      | 2000年4月2日   | 列表 [D]       |
| 99942 Apophis           | 2004年6月19日  | 列表 [E][F]    |
| (101818) 1999 JD13      | 1999年5月14日  | 列表 [D]       |
| (103501) 2000 AT245     | 2000年1月8日   | 列表 [D]       |
| (124198) 2001 OH77      | 2001年7月18日  | 列表           |
| (137911) 2000 AB246     | 2000年1月8日   | 列表 [D]       |
| (139478) 2001 OP104     | 2001年7月19日  | 列表           |
| (141498) 2002 EZ16      | 2002年3月8日   | 列表           |
| (160848) 2001 BN82      | 2001年1月19日  | 列表           |
| (164294) 2004 XZ130     | 2004年12月13日 | 列表           |
| (164405) 2005 UK504     | 2005年10月24日 | 列表           |
| (164406) 2005 UV504     | 2005年10月24日 | 列表           |
| (168613) 2000 AA246     | 2000年1月7日   | 列表 [D]       |
| (168828) 2000 SY320     | 2000年9月29日  | 列表           |
| (190208) 2006 AQ{{{2}}} | 2006年1月2日   | 列表           |
| (198968) 2005 UF506     | 2005年10月24日 | 列表           |
| (198971) 2005 UU512     | 2005年10月31日 | 列表           |

| (202420) 2005 UO506     | 2005年10月24日 | 列表     |
| (209923) 2005 UX504     | 2005年10月24日 | 列表     |
| (218017) 2001 XV266     | 2001年12月9日  | 列表     |
| (229495) 2005 UG508     | 2005年10月24日 | 列表     |
| (231134) 2005 TU45      | 2005年10月5日  | 列表     |
| (231199) 2005 UO505     | 2005年10月24日 | 列表     |
| (231200) 2005 UZ505     | 2005年10月24日 | 列表     |
| (233166) 2005 UF508     | 2005年10月24日 | 列表     |
| (238850) 2005 UL530     | 2005年10月24日 | 列表     |
| (240790) 2005 UH505     | 2005年10月24日 | 列表     |
| (248508) 2005 UY504     | 2005年10月24日 | 列表     |
| (250706) 2005 RR6       | 2005年9月4日   | 列表     |
| (265742) 2005 UG510     | 2005年10月24日 | 列表     |
| (268427) 2005 UJ506     | 2005年10月24日 | 列表     |
| (276891) 2004 RH340     | 2004年9月15日  | 列表     |
| (277451) 2005 UT504     | 2005年10月24日 | 列表     |
| (280491) 2004 MO7       | 2004年6月16日  | 列表     |
| (280742) 2005 LY42      | 2005年6月8日   | 列表     |
| (281070) 2006 OY10      | 2006年7月21日  | 列表     |
| (284133) 2005 UP504     | 2005年10月24日 | 列表     |
| (290759) 2005 UR505     | 2005年10月24日 | 列表     |
| (303930) 2005 UZ503     | 2005年10月24日 | 列表     |
| (306798) 2001 OW94      | 2001年7月20日  | 列表     |
| (309203) 2007 GG{{{2}}} | 2007年4月7日   | 列表     |
| (326354) 2000 SJ344     | 2000年9月30日  | 列表 [D] |

| (327398) 2005 UL505                                                                           | 2005年10月24日 | 列表           |
| (357129) 2001 XU266                                                                           | 2001年12月9日  | 列表           |
| (363071) 2000 GD147                                                                           | 2000年4月3日   | 列表 [D]       |
| (363831) 2005 PY16                                                                            | 2005年8月1日   | 列表           |
| (383165) 2005 VJ5                                                                             | 2005年11月7日  | 列表           |
| (396816) 2004 QU28                                                                            | 2004年8月17日  | 列表           |
| (405762) 2005 YO180                                                                           | 2005年12月29日 | 列表           |
| (437908) 2001 XW266                                                                           | 2001年12月9日  | 列表           |
| (440680) 2005 YW36                                                                            | 2005年12月23日 | 列表           |
| (455951) 2005 UQ504                                                                           | 2005年10月24日 | 列表           |
| (474212) 2000 SH344                                                                           | 2000年9月29日  | 列表 [D]       |
| (480852) 2000 WK192                                                                           | 2000年11月24日 | 列表           |
| (481027) 2004 XN44                                                                            | 2004年12月13日 | 列表           |
| (503858) 1998 HQ151                                                                           | 1998年4月28日  | 列表 [A][B][C] |
| 541132 Leleākūhonua                                                                           | 2015年10月13日 | 列表 [B][G]    |
| (541152) 2017 EU9                                                                             | 2005年4月24日  | 列表           |
| 共同發現： A 劉麗姮 B C·特魯希略 C D·C·朱維特 D R·J·懷特利 E R·A·塔克 F F·伯納德 G S·S·谢泼德 |                |                |

## 外部連結
- Homepage
- Tholen responds to faked images